# Dasychira canovirescens
Dasychira canovirescens is een vlinder uit de familie spinneruilen (Erebidae), onderfamilie donsvlinders (Lymantriinae). De wetenschappelijke naam van deze soort is voor het eerst geldig gepubliceerd in 1925 door Aurivillius.
De soort komt voor in tropisch Afrika.